# Pisidien

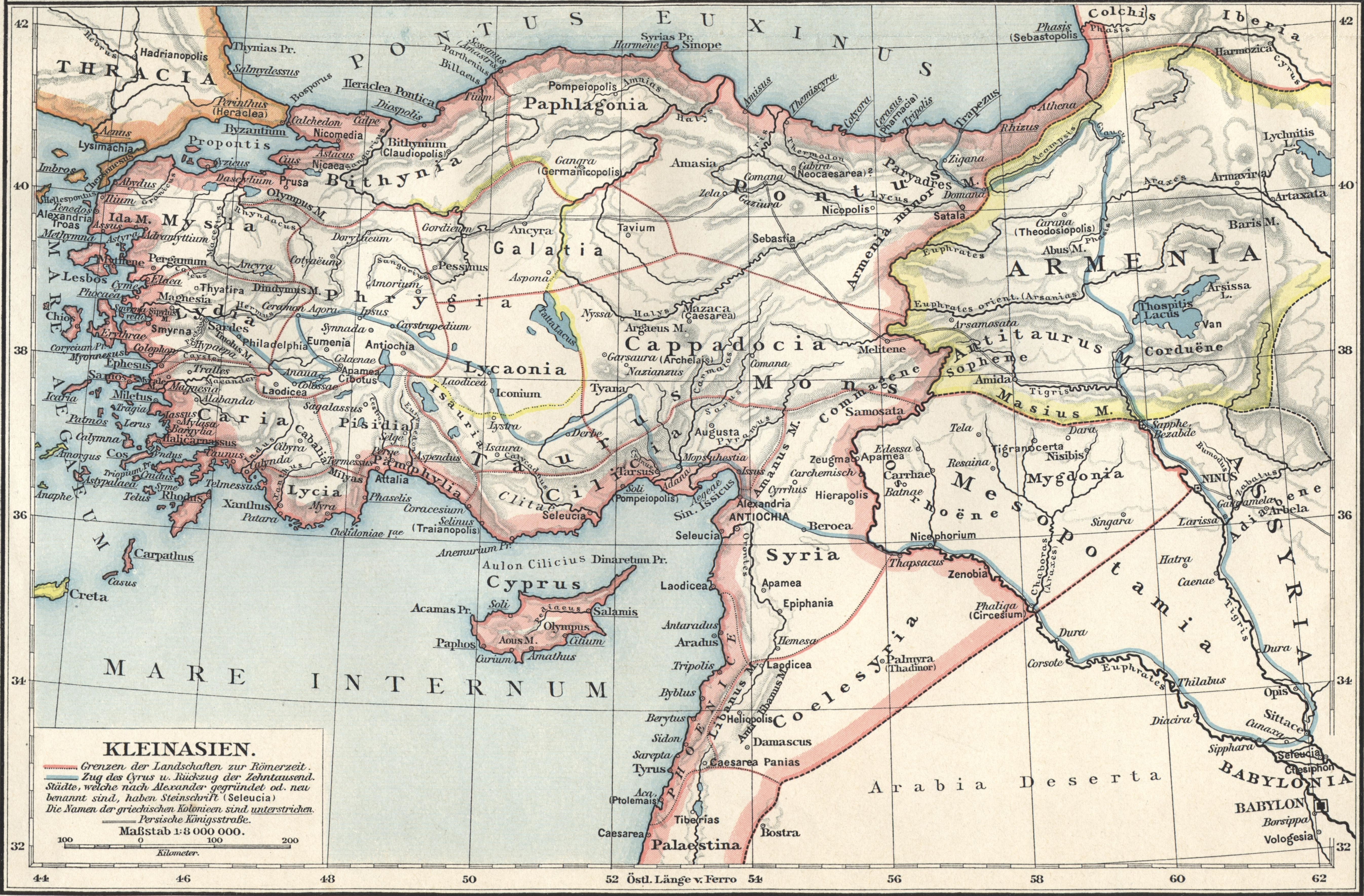
Kleinasien in der Antike

Pisidien (altgriechisch Πισιδία, lateinisch Pisidia) war in der Antike der Name einer schwer zugänglichen Landschaft im westlichen Taurusgebirge im Südwesten Kleinasiens, die sich geographisch zwischen der Küstenebene bei Antalya im Süden und den Seen um Burdur im Norden erstreckte.
Pisidien grenzte im Osten an Lykaonien und Isaurien, im Süden an Pamphylien und Lykien, im Westen an Karien und im Norden an Phrygien. Wichtige Orte waren Adada, Antiochia, Apollonia, Kremna, Sagalassos, Selge, Termessos und Timbriada.
Die in antiken Quellen als kriegerisch bezeichneten Bewohner Pisidiens, die Pisidier oder Pisider, waren als Bergvolk mit ihren wehrhaften Befestigungsanlagen weder von den Persern noch von Alexander dem Großen zu beherrschen. Nachdem sie zumindest formell den Seleukiden unterstanden hatten, gehörte ihr Territorium ab 188 v. Chr. zum Königreich Pergamon und fiel 39 v. Chr. an Galatien. Im Jahre 25 v. Chr. wurde Pisidien schließlich Teil der römischen Provinz Galatia, doch war auch die römische Herrschaft nicht unumschränkt. 
Zur Sprache der Bewohner Pisidiens siehe pisidische Sprache.